# Валерій

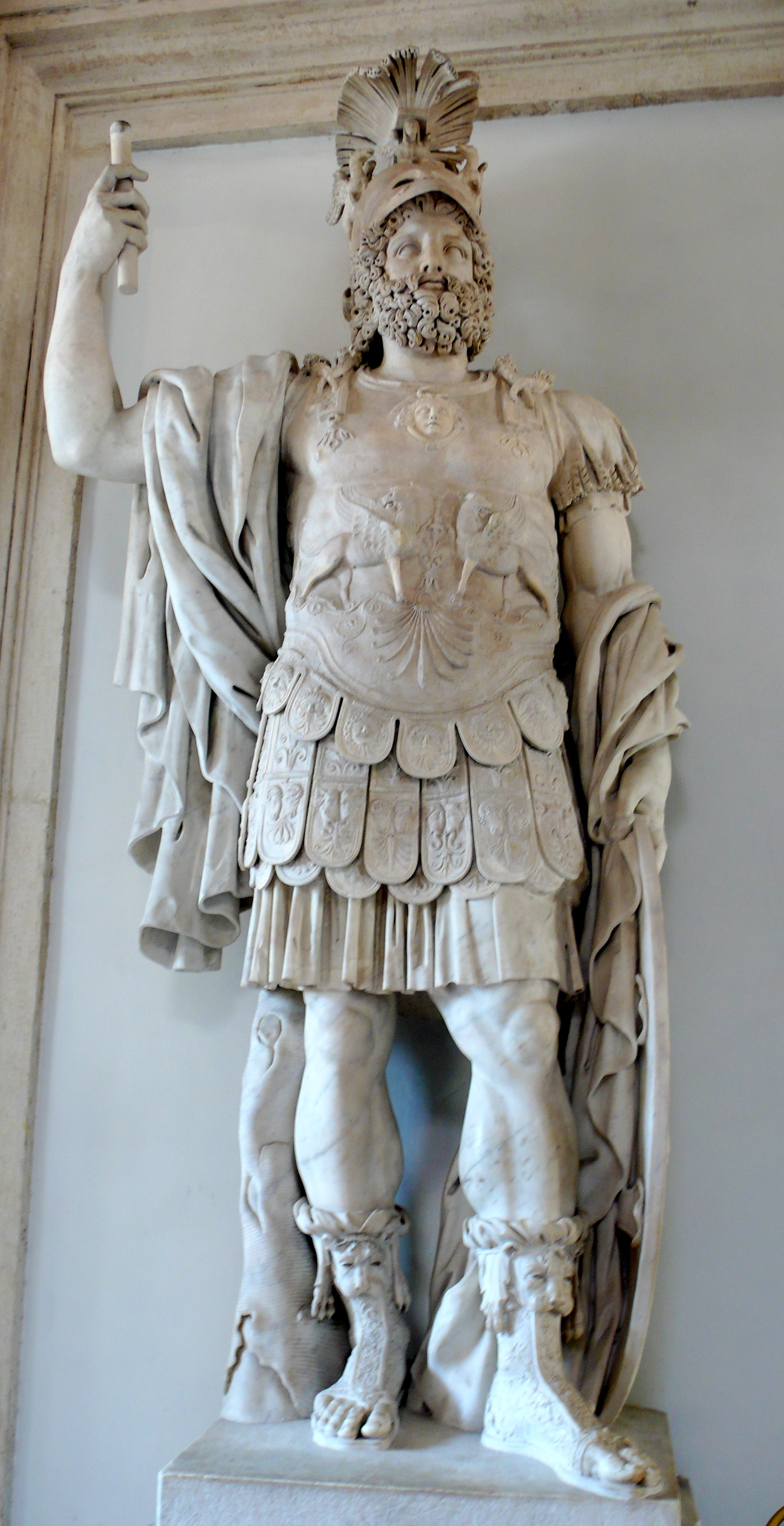
Бог Марс

Вале́рій (лат. Valerius) — чоловіче ім'я латинського походження. Бере корені від когномену латинського роду Валеріїв. Слово утворено від лат. valeo — «бути сильним, здоровим». Тому у давньоримській міфології «Валеріус» був одним із епітетів бога Марса.
- Розмовні та зменшувальні форми: Вале́рко, Валері́йко, Вале́ра, Вале́рка, Вале́рик, Ва́ля, Ле́ра, Ле́рик та ін.[1]

- По батькові: Валерійович, Валеріївна

- Іменини:  10 квітня , 22 березня, 6 травня, 7 листопада, 30 листопада[2].

## Іншомовні аналоги
| англійська | Valery, Valeriy           |
| іспанська  | Valéry, Valery, Valeriano |
| італійська | Valerio                   |
| латинська  | Valerius, Valerian        |
| німецька   | Waleri, Walerij           |
| польська   | Waleriusz, Waleri, Walery |
| румунська  | Valeriu                   |
| російська  | Валерий, Валера           |
| словенська | Valér                     |
| словацька  | Valerij                   |
| угорська   | Valér                     |
| французька | Valére, Valéry            |
|            |                           |

## Відомі особи на ім'я Валерій

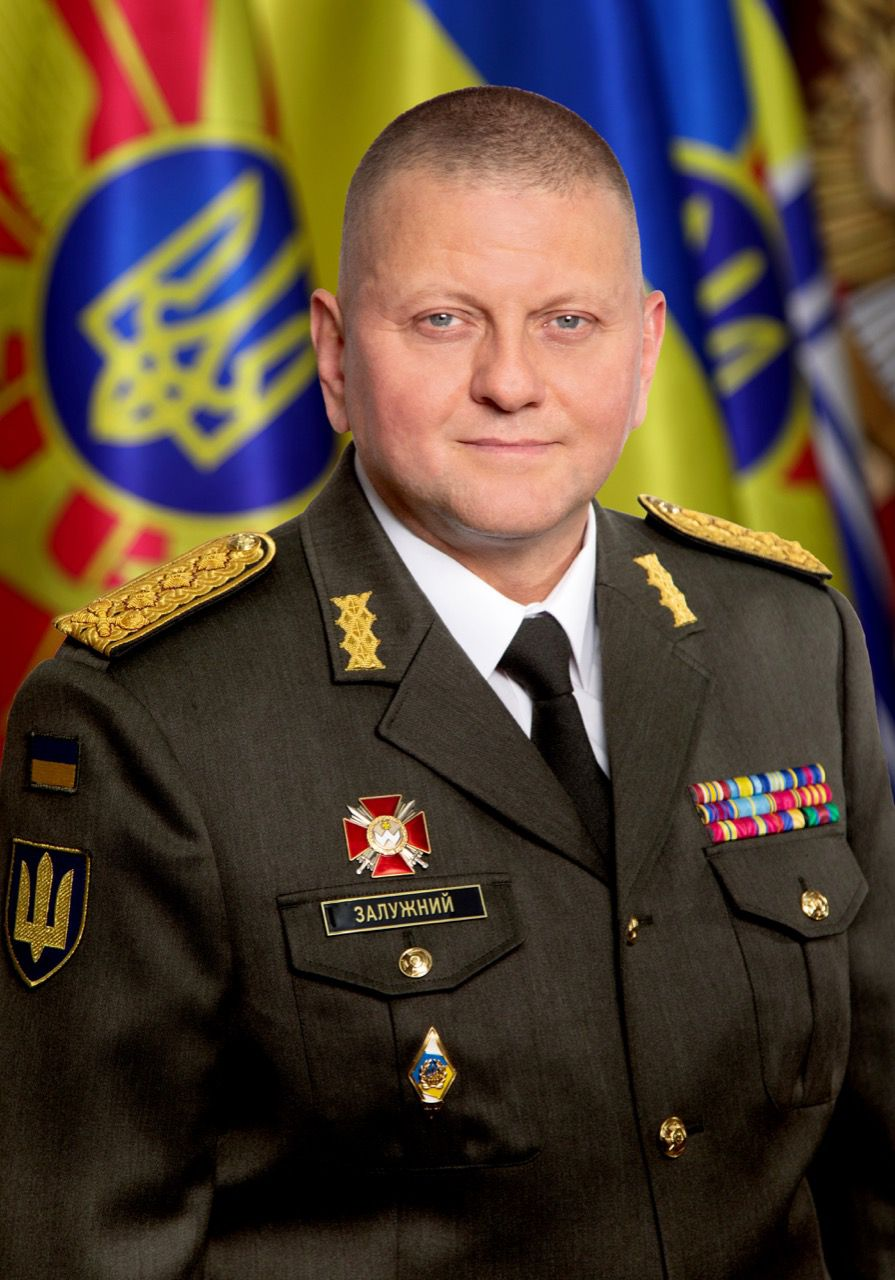
Валерій Залужний

- Валерій Залужний — український воєначальник, генерал, головнокомандувач Збройних сил України (з 27 липня 2021), член Ради національної безпеки і оборони України (з 28 липня 2021).
- Валерій Шевчук — український письменник-шістдесятник, майстер психологічної і готичної прози, автор низки літературознавчих та публіцистичних праць, інтерпретатор українського літературного бароко.
- Валерій Чкалов — радянський льотчик, комбриг (1938), Герой Радянського Союзу (1936).
- Валерій Лобановський — радянський та український футболіст і тренер. Багаторічний наставник «Динамо» (Київ), на чолі якого двічі вигравав Кубок володарів кубків. Тричі був наставником збірної СРСР, з якою став віце-чемпіоном Європи 1988. Тренер збірної України у 2000–2001 роках.
- Валерій Меладзе — російський співак грузинського походження. Молодший брат композитора Костянтина Меладзе.
- Валерій Борзов — український спортсмен, дворазовий Олімпійський чемпіон, політичний і громадський діяч. Перший міністр спорту України в 1990-97 рр.
- Валерій Хорошковський — український бізнесмен і політик. Доктор економічних наук, генерал армії України. Перший віце-прем'єр-міністр України (від 22 лютого 2012).
- Валерій Газзаєв — радянський та російський футболіст і тренер. Майстер спорту міжнародного класу (1980). Заслужений тренер Росії.
- Валерій Пустовойтенко — український політик, прем'єр-міністр України з 16 липня 1997 по 22 грудня 1999.
- Валерій Брюсов — російський письменник і перекладач.
- Валерій Войтович — український письменник, художник, дослідник української міфології.
- Валерій Солдатенко — український історик, голова Українського інституту національної пам'яті, доктор історичних наук, професор, член-кореспондент НАН України.